# Паредес, Франко
Фра́нко Паре́дес (исп. Franco Ezequiel Paredes; род. 18 марта 1999 года, Сан-Хусто, провинция Буэнос-Айрес) — аргентинский футболист, центральный защитник клуба «Ривер Плейт», выступающий на правах аренды за «Расинг» (Монтевидео).

## Биография
Франко Паредес является воспитанником академии «Ривер Плейта». С основным составом стал работать с 2019 года, однако дебютировал в основе уже в 2020 году. 4 марта Паредес вышел в основном составе «миллионеров» в гостевом матче Кубка Либертадорес 2020 против ЛДУ Кито. Игра сложилась неудачно для аргентинской команды, уступившей со счётом 3:0. Паредес отыграл без замены весь матч. Это было единственное поражение «Ривера» на групповом этапе, и команда не только вышла из группы, но и затем дошла до полуфинала. Однако сам Паредес доигрывал групповой этап уже в другой команде — он был отдан в аренду «Дефенсе и Хустисии», а из-за пандемии COVID-19 групповой этап доигрывался уже в конце года. Паредес успел сыграть один матч за «Дефенсу» на групповом этапе КЛ-2020. 20 октября аргентинская команда уступила в гостях бразильскому «Сантосу» со счётом 2:1.
Поскольку «Дефенса и Хустисия» заняла в своей группе третье место, она попала в текущий розыгрыш Южноамериканского кубка. В этом турнире Франко Паредес дебютировал в гостевом матче против парагвайского «Спортиво Лукеньо» (победа 2:1). Всего в этом турнире Паредес сыграл в семи матчах, в том числе в финале против «Лануса». «Дефенса» разгромила соперника со счётом 3:0 и впервые стала обладателем международного трофея.
Уже имея на своём счету три матча в международных турнирах за две команды, Паредес 14 ноября 2020 года дебютировал во внутренних аргентинских соревнованиях. Защитник вышел на замену во втором тайме домашнего матча против «Индепендьенте» (0:0) в матче первого раунда Кубка Диего Марадоны (он же Кубок профессиональной лиги).

## Титулы и достижения
- Обладатель Южноамериканского кубка (1): 2020
- Обладатель Рекопы Южной Америки (1): 2021